# Iglesia Bergholz

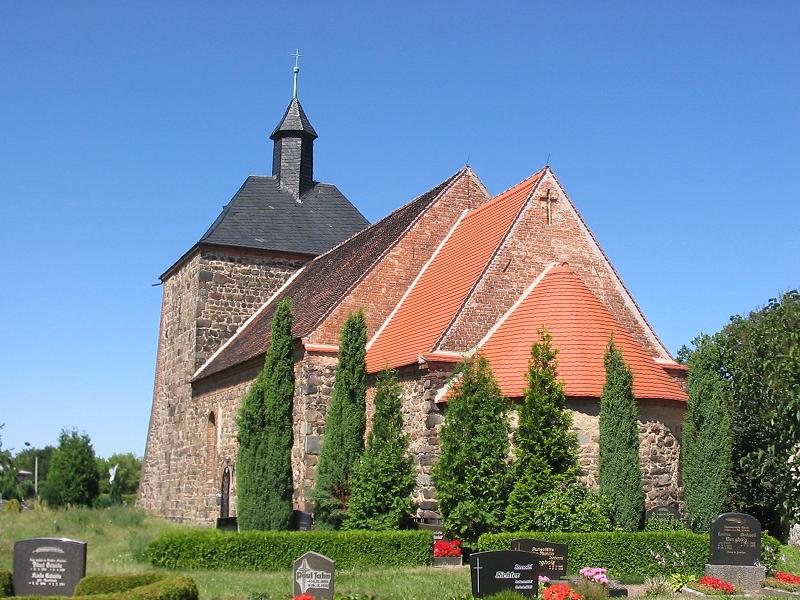
Iglesia Bergholz

La iglesia Bergholz es una iglesia de salón románica en la aldea de Bergholz, municipio de Bad Belzig, distrito de Potsdam-Mittelmark. en Brandenburgo, Alemania. Responde a la Iglesia evangélica en Alemania.

## Historia y arquitectura
La iglesia de piedra de campo con su característico escalonamiento de nave rectangular, coro cuadrado empotrado con ábside y torre de cruz oeste data probablemente de alrededor del año 1200. La mampostería de la nave y el coro es de piedra de campo casi sin cuadrar, solo alisada por fuera, en capas. En cambio, la torre es de mampostería bien cuadrada. Después de un colapso parcial en la Edad Media recibió dos muros de contención inclinados en el oeste en ladrillos con formato de monasterio. Los hastiales de la nave y el coro también fueron renovados en ladrillo; las grandes ventanas de arco redondo probablemente datan de finales del siglo XIX. El portal sur de arco redondo y las ventanas del ábside se conservan en su forma original; el portal de un sacerdote en el coro muestra renovaciones de las vestimentas en ladrillo. Un antiguo portal en el lado norte está amurallado. El interior es de techo plano y fue restaurado en 1976. Entre la torre y la nave hay una gran apertura de arco redondo, ahora bloqueada. Un amplio arco triunfal de arco redondo conecta el coro con la nave. Se construye una galería en el oeste.
La parte principal de la decoración es el retablo de alrededor de 1700, el centro está enmarcado por mejillas de trabajo de cartílago y la parte superior con medallones, la imagen principal muestra la crucifixión, debajo de ella está la Cena del Señor. El púlpito poligonal de madera con columnas en las esquinas fue creado hacia finales del siglo XVII. El órgano es una obra de Gottfried Wilhelm Baer de 1865 con ocho registros en un solo manual y pedal.